# Хамидуллин, Салават Ишмухаметович
Салават Ишмухаметович Хамидуллин (баш. Хәмиҙуллин Салауат Ишмөхәммәт улы; род. 1 июня 1968, Стерлитамак) — российский историк, кандидат исторических наук, журналист, продюсер, ведущий и автор телепроектов.

## Биография
Получил образование на историческом факультете Башкирского государственного университета (ныне Уфимский университет науки и технологий).
1990—1991 годы Салават Хамидуллин работал корреспондентом газеты «Истоки» (1990—1991 гг.). 
Был одним из участников движения за суверенитет Башкортостана в 1990 годах.
Получил образование на историческом факультете Башкирского государственного университета. Окончил БГУ (ныне Уфимский университет науки и технологий), (1992).
1991—1995 годы его назначают на должность редактора молодёжной редакции республиканского телевидения и руководителя творческого объединения «Молодость».
В последующие годы работал корреспондентом информационной программы «Башкортостан», редактором творческого объединения «Гилем», редактором творческого объединения общественно-политических программ, начальником отдела познавательных и исторических программ, руководитель редакции познавательных программ студии Башкирского спутникового телевидения.
Автор и телеведущий телепроектов «Историческая среда» и «КЛИО».
Женат, есть сын.

## Критика
Хамидуллин считается одним из идеологов башкиризации татар, и часто попадается на фальсификациях и манипуляциях с историческими источниками.

## Книги и публикации
- «Образование „Большой Башкирии“: как это было…»
- К вопросу о названии средневековой Уфы
- «Бурджаны в истории Евразии»
- «Бурджаны: источники, история изучения, гипотезы». Диссертация на соискание ученой степени кандидата исторических наук.
- «История башкирских родов»
- Мурад Рамзи. Талфик аль-ахбар
- Внешние и внутренние башкиры арабо-мусульманской географической традиции

## Фильмография
- «Из глубины веков»;
- «На стыке времен»;
- «Богоспасаемый град Уфа»;
- «Собрание историй о стране аль-Башкурт»;
- «О чём молчат степные курганы» — фильм рассказывает о сарматской культуре через уникальную коллекцию сарматского золота, хранящихся в Национальном музее РБ;
- «У слияния трех рек» — документальный фильм, рассказывающий об основании Уфы и об уфимских древностях;
- «Музы Клио глас суровый»;
- «Мятеж» — документальный фильм об антибольшевистском восстании в Бураевской волости;
- трилогия «Рожденные для славы» (о генералах Т. Кусимове и М. Шаймуратове, комбриге М. Муртазине);
- «Они верили в победу» (о Великой Отечественной войне);
- «Равнина надежд» (о восстании Батырши) и др.
- Видеоканал Bashkirica

## Награды и премии
- Лауреат Государственной премии Республики Башкортостан имени Салават Юлаева за проект «Историческая среда» (2012)[8].
- Лауреат Республиканской премии в области журналистики имени Шагита Худайбердина[9] (2000)

Награды за документальные фильмы:
- I место на II Международном фестивале «Вечный огонь» (Волгоград, 2000) за фильм «Генерал Шаймуратов»;
- I место на Республиканском телефестивале «Земля и люди» (Уфа, 2002) за фильм «У слияния трех рек»;
- II премия Республиканского конкурса СМИ «Столице — 430» (Уфа, 2004), за цикл передач «Богоспасаемый град Уфа».
- Номинант «Тэфи-регион-2007» за фильм «Под знаком Сатурна»